# Сирохетски царства
Сирохетските царства, наричани също и Къснохетски или Неохетски царства, са държавнополитически образувания от ранножелязната епоха на територията на Киликия и Древна Сирия.

## История
Възникват след разпадането на Хетското царство приблизително около 1180 г. пр.н.е. и просъществуват до около 700 г. пр.н.е.. Запазените писмени паметници са на лувийски, арамейски и финикийски езици, което говори за етнически нееднородно население.
Съществуването на Сирохетските царства е удостоверено и се доказва от многобройни надписи и археологически доказателства. Често тези надписи са дублирани на някой друг от трите езика – арамейски, финикийски или акадски (подобно на практиката засвидетелствана от Бехистунския надпис). Налице е постепенно разпространение и налагане на арамейския и финикийския като официална писмена норма (лингва франка) на територията, владяна от Сирохетските царства. В хода на културното взаимодействие на левантийското крайбрежие с егейските цивилизации, възниква древногръцката писменост, заимствана от финикийската.
Условно Сирохетските царства се разделят в две групи: северни, където властта е в ръцете на хетски управляващи династии, и южни, където около 1000 г. пр.н.е. властта преминава в ръцете на арамеи.